# Terapia di conversione
La terapia di conversione, anche detta terapia riparativa o terapia di riorientamento sessuale, è una pratica pseudoscientifica intesa a cambiare l'orientamento sessuale di una persona dall'omosessualità originaria all'eterosessualità, oppure ad eliminare o quantomeno ridurre i suoi desideri e comportamenti omosessuali. Sono state tentate diverse tecniche, incluse modificazione del comportamento, terapia dell'avversione, psicoanalisi, lobotomia, preghiera e terapie religiose quali l'esorcismo. La terapia di conversione è strettamente associata con il movimento degli ex-gay, il quale presenta una componente religiosa più spiccata. I gruppi di ex-gay tendono principalmente ad evitare le attività sessuali tra persone dello stesso sesso, e solo secondariamente (o a volte per nulla) a cambiare l'orientamento sessuale che sta alla base di quei comportamenti.
Le ricerche condotte dalla comunità scientifica non sono mai riuscite a riprodurre i risultati dichiarati dalle associazioni che promuovono queste pratiche. Al contrario, tali ricerche ne hanno evidenziato la pericolosità. Di conseguenza, l'opinione delle organizzazioni mediche e psichiatriche è che "non esiste una ricerca scientificamente adeguata che dimostri che la terapia [...] sia sicura oppure efficace", e che esistano anzi alcune prove di quanto essa sia potenzialmente dannosa. Tutte le maggiori organizzazioni per la salute mentale hanno espresso preoccupazioni al riguardo di questi trattamenti. L'Associazione degli Psicologi Americani (American Psychological Association) ha affermato che «sembra probabile che la promozione di terapie di cambiamento rinforzi gli stereotipi e contribuisca ad un clima negativo per le persone lesbiche, gay e bisessuali.»
Le linee guida etiche delle maggiori organizzazioni per la salute mentale nel mondo variano da inviti ammonitori sulla sicurezza e l'efficacia di queste pratiche e sui pericoli dei pregiudizi ad essa associati, alle raccomandazioni rivolte ai medici professionisti di astenersi dall'utilizzare il trattamento o dall'indirizzare i pazienti ad altri medici che ne facciano uso. Sebbene le organizzazioni rispettino comunque il diritto all'autodeterminazione del paziente, in conseguenza dell'opinione medica, emarginano ampiamente la terapia di conversione. I suoi sostenitori odierni, nonostante i suddetti elementi medici e scientifici, rivendicano l'importanza etica della libertà della persona di autodeterminarsi.
Il cambiamento dell'orientamento sessuale è divenuto un argomento molto politicizzato, e i dibattiti seguenti «hanno oscurato i dati scientifici chiamando in causa le motivazioni e persino i caratteri degli individui da entrambi i lati del problema.» La National Gay and Lesbian Task Force ha descritto il fenomeno come «la destra cristiana [che] ripresenta la sua campagna anti-gay in termini più edulcorati. Invece di denunciare semplicemente gli omosessuali come individui moralmente e socialmente corrotti, la destra cristiana ha cambiato strategia enfatizzando [...] il movimento ex-gay. Dietro questa maschera di compassione, comunque, l'obiettivo rimane lo stesso: ri-eliminare la protezione legale per le persone lesbiche, gay, bisessuali e transessuali [...]».
Di contro, alcune persone, che affermavano di aver tratto beneficio dalla terapia di conversione sono state attaccate dai gruppi per i diritti delle persone omosessuali, che li definivano "poster boys", ovvero "ragazzi immagine" (delle terapie). In molti casi queste persone hanno poi ammesso di essere stati costretti a definirsi ex-gay dalla pressione sociale o familiare, pur non essendolo. Randy Thomas ha detto: «Come ex-omosessuale, quando negli anni 80 collaboravo a promuovere la liberazione dei gay, il nostro unico scopo era di ottenere la tolleranza, mentre l'attivismo politico odierno si è spostato dalla tolleranza alla dominazione politica e al potere. È sconcertante guardare un gruppo formato da persone che si dichiaravano oppresse diventare esso stesso oppressore.» Tuttavia nel 2015, come nel caso di John Paulk, anche Randy Thomas ha ammesso di non essere affatto un ex-gay, ma di essere sempre stato gay.

## Storia e sviluppo dottrinale
Fra i maggiori esponenti della terapia di conversione vi sono gli statunitensi Richard A. Cohen, fondatore della International Healing Foundation nel Maryland, e Joseph Nicolosi, direttore della Thomas Aquinas Psychological Clinic di Encino, California.
Lo sviluppo della terapia di conversione può essere rozzamente diviso in tre periodi: un periodo freudiano precoce, un periodo di generale approvazione della terapia di conversione in un tempo in cui l'istituzione della salute mentale divenne il "principale soprintendente" della sessualità, e un periodo post-Stonewall in cui l'opinione medica generale rinnegò questa terapia.

### Freud e i primi sessuologi (1886-1939)

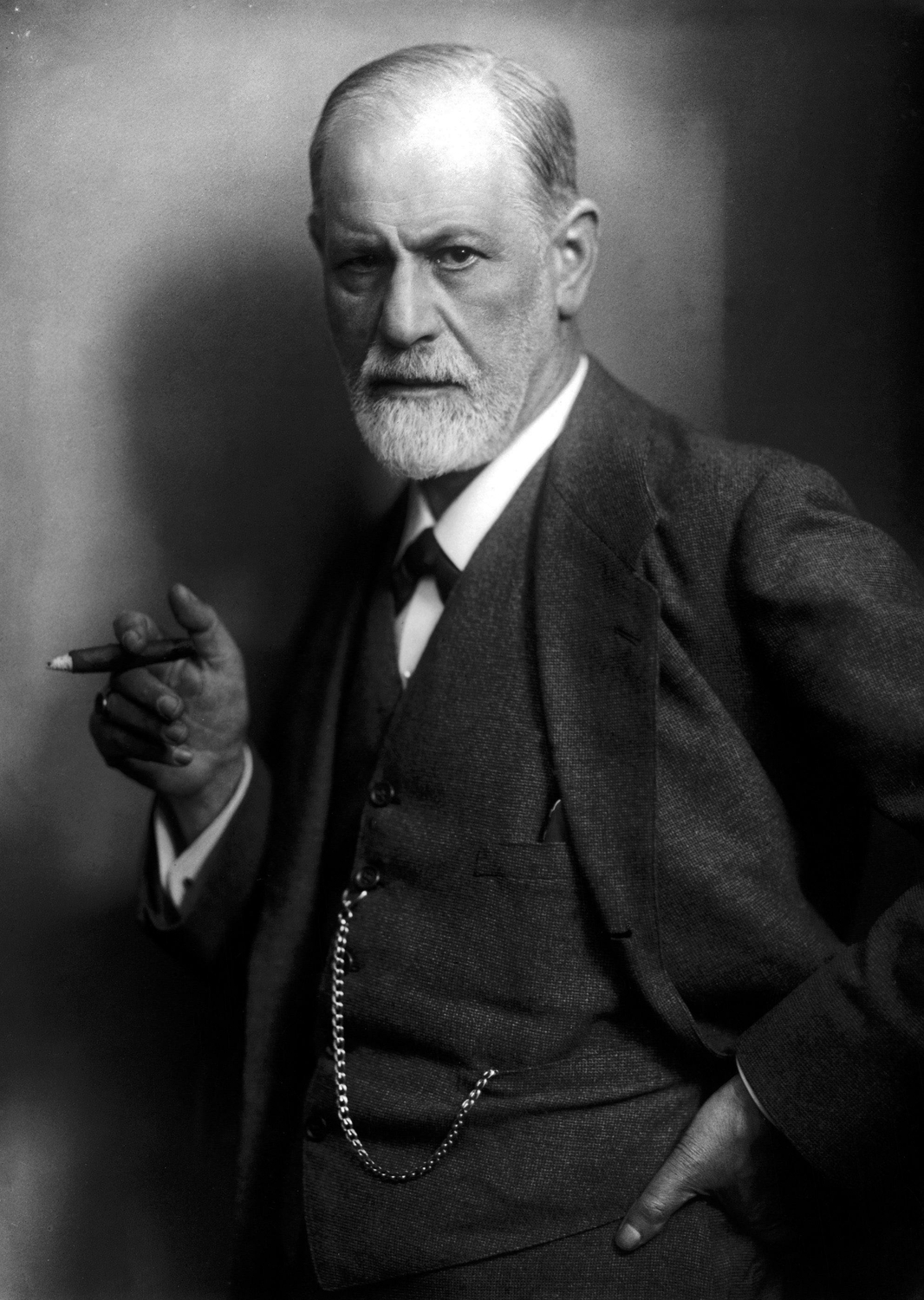
Secondo Sigmund Freud, «l'impresa di trasformare un omosessuale in un eterosessuale non offre prospettive di successo molto migliori dell'impresa opposta».

I primi tentativi di classificare l'omosessualità come malattia furono compiuti da un movimento di sessuologi europei alle prime armi negli ultimi anni del diciannovesimo secolo. Nel 1886 il noto sessuologo Richard von Krafft-Ebing mise l'omosessualità in una lista di altre 200 pratiche sessuali deviate nella sua massima opera, Psychopathia Sexualis. Krafft-Ebing ipotizzò che l'omosessualità potesse essere causata o da una «inversione congenita» oppure da una «inversione acquisita».
Nel 1896 Sigmund Freud pubblicò le sue teorie sulla psicoanalisi. Freud credeva che l'orientamento sessuale non fosse predeterminato alla nascita, ma che fosse determinato dall'evoluzione dei complessi psichici, e considerava l'omosessualità come il risultato di un complesso di Edipo non completato. Freud espresse seri dubbi sulla possibilità, per la psicoanalisi, di modificare l'orientamento sessuale. In una famosa lettera a una madre che domandava come trattare suo figlio, Freud scrisse:
Nella stessa lettera, Freud afferma inoltre che «l'omosessualità di sicuro non è vantaggiosa ma non c'è niente di cui vergognarsi, nessun vizio, nessuna depravazione, non può essere classificata come una malattia».
Da questo periodo sino alla metà del ventesimo secolo, i tentativi medici di "curare" l'omosessualità hanno incluso trattamenti chirurgici come isterectomia, ovariectomia, clitoridectomia, castrazione, vasectomia, chirurgia del nervo pudico e lobotomia. I tentativi farmacologici hanno incluso la somministrazione di ormoni, shock farmacologici e trattamenti con stimolanti e tranquillanti sessuali. Altri tipi di tentativi hanno incluso la terapia di avversione, il tentativo di ridurre l'avversione per l'eterosessualità, l'elettroshock, la terapia di gruppo, l'ipnosi e la psicoanalisi. Mentre alcuni di questi metodi, compreso l'elettroshock e l'uso di emetici, vengono ancora utilizzati, al giorno d'oggi anche i maggiori sostenitori di questa terapia bollano gli altri metodi come "sciocchezze".

### Trinceramento (1939-1969)
Durante i tre decenni tra la morte di Freud (1939) e i moti di Stonewall (1969), la terapia di conversione godette di un'"epoca d'oro" in cui predominarono un trattamento aggressivo degli omosessuali e l'approvazione da parte della comunità psichiatrica. Il panorama degli specialisti in discussione per la terapia di conversione comprendeva gli statunitensi Lionel Ovesey, Edmund Bergler, Irving Bieber, Charles Socarides, Lawrence Hatterer, Abram Kardiner e l'ungherese Sándor Radó. Rado rifiutava la teoria di Freud sulla bisessualità innata e sosteneva invece che l'eterosessualità fosse l'atteggiamento base per natura e che l'omosessualità fosse causata da una psicopatologia di origine genitoriale. Socarides e Kardiner svilupparono teorie simili: Socarides interpretava l'omosessualità come una malattia derivante da un conflitto tra l'io e l'ego, che solitamente si manifestava dalla tenera età in «un ambiente matriarcale in cui il padre era assente, debole, indifferente o sadico».
I sostenitori della terapia di conversione rifiutavano anche il pessimismo di Freud sulla capacità di cambiare l'orientamento sessuale mediante la psicoterapia: Bieber pubblicò uno studio nel 1962, concludendo che «anche se questo cambiamento potrebbe essere accolto più facilmente da alcuni piuttosto che da altri, è nostra opinione che uno spostamento verso l'eterosessualità sia possibile per tutti quegli omosessuali fortemente determinati a cambiare.» L'omosessualità era considerata una psicopatologia: Ellis, che nei decenni successivi rivide la propria posizione, scrisse nel 1965 che «gli omosessuali fissi nella nostra società sono spesso nevrotici o psicotici [...] perciò, non è possibile trovare da nessuna parte nessun cosiddetto gruppo normale di omosessuali». Questa visione venne avallata dalla prima edizione del Diagnostic and Statistical Manual of Mental Disorders (DSM-I), pubblicata nel 1952 dall'APA, che classificava l'omosessualità come una malattia mentale.
Evelyn Hooker fu una voce contraria fondamentale quando pubblicò il suo autorevole scritto "The Adjustment of the Male Overt Homosexual", dove riportò che «gli omosessuali non erano intrinsecamente anormali e che non c'era alcuna differenza tra uomini omosessuali ed eterosessuali in termini di patologia.» Tale testo, più tardi, fu al centro della depatologizzazione dell'omosessualità.
Gli specialisti che vedevano l'omosessualità e la bisessualità come prodotti di un comportamento appreso, e non innato, adoperarono diverse tecniche di modificazione comportamentale. Queste potevano includere ricondizionamento masturbatorio, visualizzazione ed addestramento alle regole sociali. Le più radicali includevano la terapia di avversione, come la terapia elettroconvulsivante. I casi documentati raccontano di shock elettrici somministrati ai genitali dei pazienti, «talvolta associati ad immagini inquietanti, come ciotole colme di feci ed immagini delle lesioni causate dal sarcoma di Kaposi». In altri casi venne usata la pletismografia, che utilizza dei sensori elettrici collegati ai genitali di una persona per saggiarne l'eccitazione sessuale, in associazione con l'elettroshock per somministrare scariche elettriche al pene del paziente quando si eccitava guardando immagini di persone dello stesso sesso.
Nel 1966, lo psicologo Martin E. P. Seligman scrisse che la terapia di avversione «funzionava sorprendentemente bene» nel modificare l'orientamento sessuale, con fino al 50% degli uomini sottoposti a tale terapia che non esercitavano più le loro tendenze omosessuali. Questi risultati produssero quello che Seligman descrisse come «un grande scoppio di entusiasmo verso il cambiamento dell'omosessualità [che] sommerse la comunità terapeutica», dopo che i suoi studi vennero resi pubblici nel 1966. Tuttavia, lo stesso Seligman precisò che i risultati erano stati falsati: gran parte degli uomini trattati che avevano smesso di interessarsi agli altri uomini erano in realtà bisessuali. Tra gli uomini che erano esclusivamente gay, la terapia di avversione aveva avuto molto meno successo.
Questi metodi vennero utilizzati anche dagli enti governativi. Nel 1952, il governo britannico sottopose Alan Turing a queste tecniche dopo la sua accusa di aver avuto rapporti sessuali con un uomo. Negli anni 70-80, l'esercito sudafricano le utilizzò ampiamente su persone sospettate di essere gay. Recentemente, nel 1992, il Phoenix Memorial Hospital venne accusato di aver utilizzato queste tecniche su bambini di dieci anni. La terapia di avversione non è più considerata dall'APA un trattamento appropriato per la cura dell'omosessualità, ma in India, dove l'omosessualità è illegale, questi metodi vengono ancora utilizzati.

### La reazione post-Stonewall contro la terapia di conversione

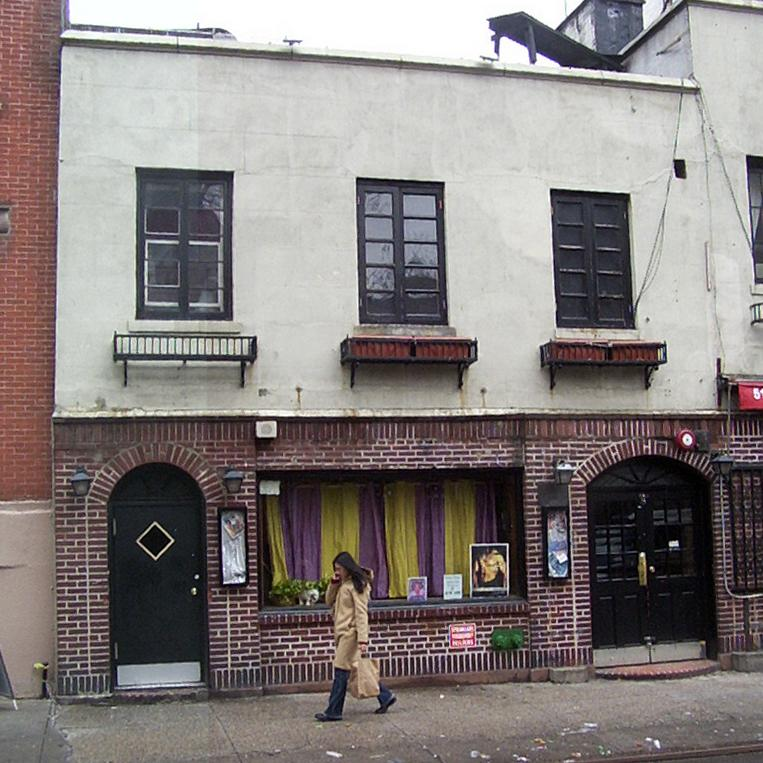
I moti del 1969 allo Stonewall Inn diedero vita ad un movimento per la visibilità e le riforme politiche a favore dei gay e delle lesbiche

Nel 1969, i moti di Stonewall diedero origine al movimento per i diritti dei gay ed aumentarono la visibilità delle persone LGBT. Nel 1973, grazie anche a un'intensa pressione da parte dei gruppi gay, di nuove informazioni scientifiche portate da ricercatori come Evelyn Hooker e Kinsey, e con una votazione, voluta da chi non accettava le evidenze scientifiche, l'APA tolse l'omosessualità dalla lista delle malattie mentali con il 58% dei votanti a favore della mozione. Nel 1974 l'American Bar Association appoggiò il Model Penal Code, un codice di leggi che tra le altre cose decriminalizzava gli atti omosessuali tra adulti consenzienti, e nel 1992 l'Organizzazione mondiale della sanità (OMS) rimosse l'omosessualità dalla sua lista di malattie mentali, sostituendola con l'orientamento sessuale egodistonico. Al giorno d'oggi, le maggiori organizzazioni americane per la salute mentale sostengono che la "terapia di conversione" è potenzialmente dannosa e che non c'è alcuna ricerca scientificamente adeguata in grado di dimostrarne l'efficacia o la sicurezza.
Nel 1976 venne fondata negli USA un'organizzazione cristiana chiamata Exodus International, che cominciò ad offrire un sostegno da parte di associazioni religiose per cambiare l'orientamento sessuale delle persone. Il gruppo prende ispirazione dall'affermazione cristiana che le relazioni fra persone dello stesso sesso sono un peccato. Essi credono che l'attrazione per il proprio sesso non sia una scelta e che sia causata da diversi fattori, compresi fattori ambientali quali un genitore del proprio sesso assente o distante, iper-coinvolgimento con un genitore del sesso opposto, abuso sessuale, esposizione precoce alla pornografia o ad un linguaggio sessuale, brutte esperienze con attività specifiche per il proprio sesso, isolamento da coetanei dello stesso sesso, od umiliazione verbale in tenera età; chiamano questi soggetti strugglers, "lottatori". Exodus fu la più nota organizzazione ex-gay, in grado di farsi occasionalmente pubblicità su intere pagine di giornali o nelle bacheche. Nel giugno 2013, Exodus chiuse e il presidente chiese scusa per i "traumi", la "vergogna" e le "false speranze" causati dall'organizzazione, ammettendo che il movimento era animato da intenti contro gli omosessuali piuttosto che per aiutarli realmente.

### Nuovi modelli di psicoanalisi e la definizione "riparativa"
La definizione riparativa nacque nel 1983 quando la psicologa ricercatrice britannica Elizabeth Moberly coniò il termine spinta riparativa per riferirsi alla stessa omosessualità maschile, interpretando il desiderio sessuale di un uomo per altri uomini come il tentativo di compensare un mancato rapporto tra padre e figlio durante l'infanzia. La psicologa incoraggiava i suoi pazienti ad instaurare legami con coetanei e figure guida del loro stesso sesso per frenare l'attrazione fisica omosessuale. Talvolta il termine terapia riparativa viene impropriamente usato come sinonimo di terapia di conversione, anche se in realtà è solo un tipo di terapia di conversione di tipo psicoanalitico e non psichiatrico, non chirurgico e non basata sull'uso di farmaci.
In un libro del 1991 Joseph Nicolosi sosteneva che:
(Joseph Nicolosi, Reparative Therapy of Male Homosexuality: A New Clinical Approach)
Questo libro fu accusato di essere «un trattato religioso sull'omosessualità sottilmente mascherato da documento scientifico. Nel nuovo paradigma religioso cum scientifico, la salute mentale viene definita come conformismo alle norme ed ai valori tradizionali».
Secondo Nicolosi, le discriminanti principali nella formazione dell'orientamento sessuale del ragazzo sono: tendenza a giocare a giochi maschili o femminili con compagni dello stesso sesso o di sesso opposto; l'essere considerato una "femminuccia"; la lettura di libri avventurosi o relativi allo sport; l'identificazione con qualche personaggio sportivo e il sogno di diventare tale. Il ragazzo preomosessuale avrebbe un rifiuto dei comportamenti aggressivi e dell'autoaffermazione nei rapporti sociali.
Le basi psicoanalitiche delle teorie di Moberly, Nicolosi e Socarides hanno portato la psicoanalisi a guadagnare «il suo mitico status di implacabile avversario delle identità gay e lesbiche». Questa concezione è arrivata sino ai giorni nostri nonostante molti psicoanalisti abbiano ormai ripudiato le teorie anti-gay, e sia l'American Psychoanalytic Association (APsaA) che l'American Academy of Psychoanalysis abbiano rilasciato numerose dichiarazioni contro la discriminazione. L'APsaA ha inoltre condannato esplicitamente il NARTH, dichiarando che «quell'organizzazione non aderisce alla nostra politica contro la discriminazione e [...] le loro attività sviliscono i nostri membri omosessuali.»
La comunità scientifica ai giorni nostri considera la terapia di conversione inaffidabile, ma qualcuno la tenta ancora. Nicolosi, Socarides e Benjamin Kaufman hanno fondato nel 1992 la National Association for Research & Treatment of Homosexuality (NARTH), un'organizzazione relativamente marginale per la salute mentale che costituisce il baluardo dei sostenitori della terapia di conversione: piuttosto che come un tentativo di "curare" l'omosessualità, essi tendono a presentarsi come offerenti di una "possibilità di cambiamento" per tutti quegli omosessuali che si sentono insoddisfatti del loro orientamento sessuale. Questo modello terapeutico preferisce solitamente cercare di minimizzare il desiderio sessuale naturale dei pazienti, piuttosto che tentare di cambiarne l'oggetto. Alcuni conservatori di stampo religioso sostengono questo movimento, sia ideologicamente che finanziariamente.
John Paulk, fondatore di Focus on the Family, per anni simbolo del successo della terapia riparativa, nell'aprile del 2013 l'ha pubblicamente rinnegata. Ha affermato che, mentre rimane un devoto cristiano, si identifica anche come un uomo gay (non "ex gay") e crede che la terapia riparativa sia inutile e dannosa. Ha annunciato il divorzio dalla moglie e ha rilasciato scuse formali per il suo ruolo di difensore del movimento.

### Il ventunesimo secolo
Il Direttore Generale dei Medici degli Stati Uniti David Satcher nel 2001 pubblicò un rapporto in cui affermava che "non esiste alcuna prova scientifica valida che l'orientamento sessuale possa essere cambiato".
Uno studio di Robert Spitzer del 2003 ha concluso, da interviste strutturate rivolte a 200 individui auto-selezionati (143 maschi, 57 femmine), che alcune persone altamente motivate il cui orientamento è prevalentemente omosessuale possano diventare prevalentemente eterosessuali con qualche forma di terapia riparativa; Spitzer ha ritrattato lo studio nel 2012, in seguito alle numerose critiche metodologiche, e si è scusato con la comunità gay per le "affermazioni non dimostrate" sull'efficacia della terapia riparativa con individui "altamente motivati", definendolo il suo unico rimpianto professionale. Spitzer ha richiesto che tutte le organizzazioni di terapie per "ex-gay" NARTH, PFOX, American College of Pediatricians, e Focus on the Family smettano di citare il suo studio a sostegno della terapia di conversione.
L'American Psychoanalytic Association ha preso posizione contro il NARTH nel 2004, affermando "che l'organizzazione non aderisce alla nostra politica di non discriminazione e ... le loro attività sono umilianti per i nostri membri che sono gay e lesbiche". Lo stesso anno, un sondaggio tra i membri della American Psychological Association, portò a concludere che la terapia riparativa è "certamente screditata", sebbene gli autori avvertano che i risultati dovrebbero essere attentamente considerati come un primo passo, non una decisione finale.
L'American Psychological Association nel 2007 ha accettato una task force per valutare le sue politiche in merito alla terapia riparativa.
Nel 2008, gli organizzatori di una commissione dell'APA sul rapporto tra religione e omosessualità, annullarono l'evento dopo che attivisti gay obiettarono che "i terapeuti di conversione e i loro sostenitori dei diritti religiosi abusano di queste apparizioni non per fare scienza ma per fare pubbliche relazioni cercando di legittimare ciò che fanno a livello popolare".
Nel 2009, l'American Psychological Association ha dichiarato che "incoraggia i professionisti della salute mentale ad evitare di travisare l'efficacia di approcci per cambiare dell'orientamento sessuale in pazienti che manifestano disagio in relazione ad esso" e che "gli stessi benefici di quegli approcci possono essere ottenuti in modo più efficace e sicuro con metodi che non cercano di cambiare l'orientamento sessuale".
Le linee guida etiche delle organizzazioni americane di salute mentale negli Stati Uniti (American Psychiatric Association) o di riferimento all'American Counselling Association variano fra una forte cautela o la totale astensione da pratiche di conversione .In una lettera datata 23 febbraio 2011 al Presidente della Camera dei Rappresentanti degli Stati Uniti, il Procuratore Generale degli Stati Uniti dichiarò, "mentre l'orientamento sessuale non è un segno distintivo, è una caratteristica immutabile ".
Gruppi per i diritti delle persone omosessuali e gruppi interessati alla terapia della salute mentale manifestarono forte preoccupazione di fronte alle evidenze che le terapie di conversione possano rendere più probabile la depressione o persino il suicidio. Il presidente Barack Obama, ha espresso opposizione alla pratica nel 2015.. Nel 2018, due film sulle terapie di conversione negli USA sono stati distribuiti a livello nazionale, uno dei quali tratto dall'autobiografia giovanile di Garrard Conley.

## La posizione della comunità scientifica
Non esistono studi definitivi che abbiano comprovato l'effettiva uscita dall'omosessualità da parte di omosessuali che dicono di essere approdati all'eterosessualità; i pochi esistenti non sono mai stati sottoposti a revisione paritaria e sono aspramente contestati per la loro metodologia d'indagine ritenuta ascientifica.
Molte sono state le pressioni contro le terapie riparative.. David Satcher, Surgeon General degli Stati Uniti, ha pubblicato un rapporto che afferma che "non esistono prove scientifiche valide che l'orientamento sessuale possa essere cambiato". Nel gennaio 2012, Alan Chambers, presidente di Exodus International (la più importante organizzazione promotrice delle terapie riparative, poi chiusa il 19 giugno 2013) ha dichiarato che il 99,9% dei soggetti al trattamento non ha vissuto un cambiamento dell'orientamento, e ha chiesto scusa per lo slogan "Change is possible"; due anni prima, Tonino Cantelmi, presidente dell'Associazione italiana psicologi e psichiatri cattolici, sosteneva che "le teorie riparative non sono praticabili e sono riprovevoli."
La comunità scientifica non ha mai trovato prove che attestino l'efficacia di queste pratiche. Al contrario, sono molte le fonti scientifiche che ne documentano l'inefficacia e la pericolosità. Pertanto, organismi come l'American Psychological Association e l'American Psychiatric Association hanno espresso le proprie perplessità sulle terapie di conversione. Già nel 2000 l'American Psychiatric Association, in un suo documento ufficiale, invitava ad effettuare delle ricerche per valutare i rischi e i benefici del trattamento, al di là della sua reale efficacia che risulta insondabile. Nel maggio del 2007, l'American Psychological Association ha istituito una commissione che, tra i propri compiti, si è proposta di analizzare la letteratura scientifica inerente alle terapie con pazienti che hanno avuto problematiche riguardanti il proprio orientamento sessuale, in particolare quella a partire dal 1997, anno della sua ultima risoluzione ufficiale in materia.
All'interno di questa letteratura scientifica era previsto anche lo studio di quella che riguarda le "terapie riparative", di cui si sono valutati l'efficacia sull'orientamento sessuale, i potenziali danni, e la presenza di eventuali benefici di altro tipo. La commissione ha concluso che:
(American Psychological Association, Report of the American Psychological Association Task Force on Appropriate Therapeutic Responses to Sexual Orientation, agosto 2009)
Inoltre, la pubblicazione consiglia ai genitori, ai tutori, ai giovani e alle loro famiglie di evitare i trattamenti che raffigurano l'omosessualità come una malattia mentale o un disordine dello sviluppo.
Nel 2009, il Royal College of Psychiatrists ha dichiarato che "condivide le perplessità dell'American Psychiatric Association e dell'American Psychological Association, riguardo al fatto che le posizioni esposte da parte di organismi come l'Associazione nazionale per la ricerca e la terapia dell'omosessualità (NARTH) negli Stati Uniti non sono supportate dalla scienza".
Nel 2010 in Italia è stato pubblicato un documento sottoscritto da psicologi, psichiatri, psicoterapeuti, psicoanalisti, studiosi e ricercatori nel campo della salute mentale e della formazione per condannare ogni tentativo di patologizzare l'omosessualità, affermando che "qualunque trattamento mirato a indurre il/la paziente a modificare il proprio orientamento sessuale si pone al di fuori dello spirito etico e scientifico". Il Consiglio Nazionale dell'Ordine degli Psicologi (CNOP) si è espresso più volte sulla dannosità delle terapie riparative e contro la concezione dell'omosessualità come malattia.

## Le terapie di conversione nel mondo e il loro bando
Divieto di terapia di conversione sulla base dell'orientamento sessuale e dell'identità di genere
     Divieto di fatto alla terapia di conversione
     Proposta di divieto di terapia di conversione
     Nessun divieto di terapia di conversione

Divieto di terapia di conversione sulla base dell'orientamento sessuale e dell'identità di genere
Divieto di fatto alla terapia di conversione
Proposta di divieto di terapia di conversione
Nessun divieto di terapia di conversione

Lo sviluppo di modelli teorici nei Paesi al di fuori degli Stati Uniti che possiedono organizzazioni riconosciute per la tutela della salute mentale ha seguito solitamente la storia di questa nazione (anche se spesso con un'evoluzione più lenta), passando da una concezione patologica ad una non-patologica dell'omosessualità. Alcuni Paesi, come la Cina, non hanno mai praticato ampiamente la terapia di conversione e sono rimasti indifferenti alle sue teorie, mentre in altri la pratica è diminuita con il cambiamento della concezione dell'omosessualità.
Questi trattamenti sono fonte di controversie in molti paesi. Dal 1999, esiste una iniziativa mondiale per proibire le terapie di conversione.
- Nel 2015, le Nazioni Unite si sono pronunciate contro le terapie di conversione e altri trattamenti indegni ai quali le persone LGBT sono sottoposte[96]. La relazione annuale sui diritti fondamentali nell'Unione europea adottata nel 2018 "si congratula per le iniziative che vietano le terapie di conversione per le persone LGBTI".[97]
- L'ICD-10 (Classificazione Internazionale delle Malattie) dell'Organizzazione Mondiale della Sanità, che viene ampiamente utilizzata nel mondo assieme al DSM-5, stabilisce che «l'orientamento sessuale in sé non deve essere considerato come una malattia[98]». Elenca invece come un disordine l'orientamento sessuale ego-distonico, che insorge quando «l'identità di genere o la preferenza sessuale (eterosessuale, omosessuale, bisessuale o prepuberale) non è in dubbio, ma l'individuo desidera che siano differenti a causa di disturbi psicologici e comportamentali associati, e può cercare trattamento al fine di modificarla[98].»
Si noti che la clausola e può cercare trattamento al fine di modificarla descrive il sintomo della malattia e non la possibilità, da parte di terapeuta, di modificare l'orientamento sessuale, infatti l'ICD non è altro che la classificazione internazionale delle malattie e dei problemi correlati, non esprime mai alcun giudizio su come intervenire.
- In Italia, sono state condotte poche ricerche da parte dell'ambiente psichiatrico sull'omosessualità. I primi studi tendevano a descriverla come una patologia o un arresto dello sviluppo. Più di recente, l'atteggiamento ha cominciato a cambiare: «con un ritardo di circa dieci anni, l'Italia ha seguito [...] la visione dei professionisti americani nei confronti dell'omosessualità».[99] L'Ordine nazionale degli psicologi italiano ha preso una posizione netta contro queste prassi, considerate ascientifiche e contrarie al suo Codice Deontologico[100][101][102][103][104], non rientrando l'omosessualità in una categoria patologica; altri organismi considerano inappropriato che un professionista alimenti o supporti l'aspettativa che l'assistito possa cambiare orientamento sessuale.
- Negli Stati Uniti, la American Psychiatric Society ha condannato "trattamenti psichiatrici, come la riparazione o la terapia di conversione, basati sul presupposto che l'omosessualità sia di per sé una malattia mentale o basata sul presupposto che il paziente deve cambiare il suo orientamento sessuale ".[105] Aggiunge che " gli psicoanalisti etici non cercano di cambiare l'orientamento sessuale di un individuo"[106]. L'APA ha eliminato l'omosessualità egodistonica dal DSM-IV nel 1987 e non condivide la diagnosi né dell'omosessualità né dell'omosessualità egodistonica come malattia[107]. Inoltre, diversi stati, città e contee statunitensi hanno emesso prescrizioni che vietano le terapie di conversione per i minorenni (tra cui New York, Miami, Filadelfia, Vancouver, Cincinnati, Pittsburgh, Rochester, Contea di Erie, ecc.).[108] Per quanto riguarda gli adulti, lo stato di New York ha annunciato l'esclusione di qualsiasi rimborso relativo a queste terapie, ritenute infondate e dannose.[109]
- Nel Regno Unito e in Irlanda il Royal College of Psychiatrists, la principale organizzazione psichiatrica, ha rilasciato una dichiarazione che stabilisce[110]:

(Church Times, 20 marzo 2008)
- In Cina, la psichiatria e la psicologia occidentali vennero importate durante un "movimento di occidentalizzazione" verso la fine del secolo XIX. A quei tempi, il mondo occidentale vedeva l'omosessualità come una malattia mentale, e pertanto quella fu la mentalità ereditata dalla Cina. Durante questo periodo, il comportamento sessuale degli omosessuali venne aspramente perseguitato, un grande cambiamento dall'atteggiamento di generale (anche se non totale) accettazione che era prevalso negli anni precedenti. Questa visione durò per tutti gli anni settanta, nonostante il marcato cambiamento dei modelli teorici occidentali sull'orientamento sessuale, durante un periodo di particolare chiusura del governo cinese nei confronti dell'informazione sulla sessualità umana. Dopo il 1980, l'informazione divenne più accessibile, e l'atteggiamento cominciò a mutare. Nel 2000, sotto le pressioni sia dell'APA che dell'ACA, l'omosessualità venne rimossa dalla Chinese Classification of Mental Disorders (CCMD-III), e rimpiazzata con l'orientamento sessuale ego-distonico[111]. I tentativi di utilizzare la terapia di conversione sono comunque rari in Cina[112].
- In India, gli studiosi di psicologia e psichiatria hanno «mantenuto un silenzio quasi assoluto sull'argomento dell'omosessualità[113]». È stato pubblicato un documento che discute le modificazioni del comportamento usate per trattare l'orientamento sessuale di tredici pazienti gay[114]. Gli indiani usano la classificazione dell'OMS sull'orientamento sessuale egodistonico, ma il gruppo People's Union for Civil Liberties sostiene che i medici classificano spesso il paziente come egodistonico anche quando sarebbe in realtà egosintonico[115].
- In Germania, le organizzazioni di psicologia, psichiatria e sessuologia all'inizio del secolo XX consideravano l'omosessualità come una patologia. Comunque, a seguito dell'aumentata visibilità della comunità omosessuale durante l'epidemia di AIDS della fine degli anni ottanta, e la declassificazione dell'omosessualità come malattia mentale nell'ICD-10, sono prevalsi modelli di pensiero che considerano l'omosessualità come non patologica[116].
- Il consesso psichiatrico del Giappone ha rimosso l'omosessualità dalla sua lista di malattie psichiatriche nel 1995[117].
- In Norvegia, un Paese noto per la sua legislazione fortemente favorevole ai diritti LGBT, il cambiamento da una concezione patologica ad una non patologica dell'omosessualità cominciò negli anni settanta, a seguito della declassificazione dell'APA nel 1973. Nel 2000, l'Assemblea Generale della Norwegian Psychiatric Association votò con una schiacciante maggioranza la seguente risoluzione sulla terapia di conversione[118]:

(Reider Kjær, Look to Norway? Gay Issues and Mental Health Across the Atlantic Ocean, 2003)
- In Svizzera, le autorità considerano le terapie di conversione illegali, anche se nessuna legge specifica le proibisce.[119][120]
- L'isola di Malta similmente proibisce tali approcci sul suo territorio.[121][122].
- Gli Stati e i territori elencati di seguito proibiscono questo tipo di terapia, ma alcune di queste leggi / decreti si applicano solo agli operatori sanitari. Altre, d'altra parte, si estendono anche a gruppi religiosi.

| Stato/territorio                  | Data del divieto |
| --------------------------------- | ---------------- |
| Brasile                           | 1º gennaio 1999  |
| Samoa                             | 2 febbraio 2007  |
| Argentina                         | 3 dicembre 2010  |
| Figi                              | 31 dicembre 2010 |
| ‍ Stati Uniti New Jersey            | 19 agosto 2013   |
| ‍ Stati Uniti California            | 29 agosto 2013   |
| Ecuador                           | 10 agosto 2014   |
| Cina                              | 19 dicembre 2014 |
| ‍ Stati Uniti Distretto di Columbia | 11 marzo 2015    |
| ‍ Stati Uniti Oregon                | 18 maggio 2015   |
| ‍ Canada Manitoba                   | 22 maggio 2015   |
| ‍ Canada Ontario                    | 4 giugno 2015    |
| ‍ Stati Uniti Illinois              | 1º gennaio 2016  |
| ‍ Spagna Murcia                     | 1º giugno 2016   |
| ‍ Stati Uniti Vermont               | 1º luglio 2016   |
| Malta                             | 5 dicembre 2016  |
| ‍ Spagna Madrid                     | 1º gennaio 2017  |
| ‍ Australia Victoria                | 1º febbraio 2017 |
| ‍ Stati Uniti Nuovo Messico         | 7 aprile 2017    |
| ‍ Spagna Comunità Valenciana        | 12 aprile 2017   |
| ‍ Stati Uniti Connecticut           | 10 maggio 2017   |
| ‍ Stati Uniti Rhode Island          | 19 luglio 2017   |
| Uruguay                           | 24 agosto 2017   |
| ‍ Stati Uniti Nevada                | 1º gennaio 2018  |
| ‍ Spagna Andalusia                  | 4 febbraio 2018  |
| Taiwan                            | 22 febbraio 2018 |
| ‍ Stati Uniti Washington            | 7 giugno 2018    |
| ‍ Stati Uniti Hawaii                | 1º luglio 2018   |
| ‍ Stati Uniti Delaware              | 23 luglio 2018   |
| ‍ Stati Uniti Maryland              | 1º ottobre 2018  |
| ‍ Stati Uniti New Hampshire         | 1º gennaio 2019  |

## Aspetti legali
Al 2025 le terapie di conversione sono vietate per legge e perseguibili penalmente in Belgio, Brasile, Canada, Cipro, Francia, Germania, Grecia, Malta, Spagna e Portogallo.
- Il 29 ottobre 2011, Jerry Brown, governatore della California, ha firmato una legge che rende le "terapie riparative" illegali per i minorenni. La legge è entrata in vigore il 1º gennaio 2013.[156]
- Il 7 maggio 2020 la Germania dichiara illegali le terapie di conversione su minori. La sanzione per tale reato consiste in 30.000€ e un anno di carcere.
- 2022 la Francia ha approvato una legge penale che vieti le pratiche e terapie di conversione, con pene di 2 anni e 30.000€ di sanzione, che possono salire a 3 anni e 45.000€ euro nel caso in cui siano coinvolti dei minori.[157]
- Il 17 maggio 2025 è stata conclusa una raccolta firme per una proposta di legge d'iniziativa dei cittadini europei presentata alla Commissione Europea dei Diritti dell'Uomo per vietare le pratiche di conversione negli stati membri dell'Unione europea.[158]